# Давіде Дзаппакоста
Давіде Дзаппакоста (італ. Davide Zappacosta, нар. 19 червня 1992, Сора, Італія) — італійський футболіст, захисник італійської «Аталанти». Грав за національну збірну Італії.

## Клубна кар'єра
Дзаппакоста починав свою кар'єру в клубі четвертого дивізіону Італії «Ізола Лірі». Після переходу в «Аталанту» в Серії А, він регулярно виступав за основну команду «Авелліно», яка також володіла правами на гравця.
Він повернувся в «Аталанту» і закріпився в основі в сезоні 2014/15, а вже з наступного сезону грав за «Торіно».
31 серпня 2017 року Дзаппакоста перейшов до англійського «Челсі», підписавши контракт до літа 2021 года. протягом сезону 2017/18 був серед гравців основного складу «аристократів», але вже в наступному сезоні виходив на поле лише епізодично.
У серпні 2019 року повернувся на батьківщину, перейшовши на умовах оренди до «Роми», а за рік, у вересні 2020, був орендований клубом «Дженоа».

## Виступи за збірні
Протягом 2013—2015 років залучався до складу молодіжної збірної Італії. На молодіжному рівні зіграв у 17 офіційних матчах.
2016 року дебютував в офіційних матчах у складі національної збірної Італії. Протягом трьох років провів у складі основної збірної 13 матчів.

## Статистика виступів

### Статистика клубних виступів
Станом на 20 вересня 2020 року
| Сезон                  | Команда                | Чемпіонат              | Чемпіонат | Чемпіонат | Національний кубок | Національний кубок | Національний кубок | Континентальні кубки | Континентальні кубки | Континентальні кубки | Інші змагання | Інші змагання | Інші змагання | Усього | Усього |
| Сезон                  | Команда                | Ліга                   | Ігор      | Голів     | Ліга               | Ігор               | Голів              | Ліга                 | Ігор                 | Голів                | Ліга          | Ігор          | Голів         | Ігор   | Голів  |
| ---------------------- | ---------------------- | ---------------------- | --------- | --------- | ------------------ | ------------------ | ------------------ | -------------------- | -------------------- | -------------------- | ------------- | ------------- | ------------- | ------ | ------ |
| 2009–10                | «Ізола Лірі»           | ЛП2Д                   | 2         | 0         | КІ-ЛП              | -                  | -                  | -                    | -                    | -                    | -             | -             | -             | 2      | 0      |
| 2010-січ. 2011         | «Ізола Лірі»           | ЛП2Д                   | 12        | 1         | КІ-ЛП              | -                  | -                  | -                    | -                    | -                    | -             | -             | -             | 12     | 1      |
| Усього за «Ізола Лірі» | Усього за «Ізола Лірі» | Усього за «Ізола Лірі» | 14        | 1         |                    | -                  | -                  |                      | -                    | -                    |               | -             | -             | 14     | 1      |
| січ.-черв. 2011        | «Аталанта»             | B                      | 0         | 0         | КІ                 | -                  | -                  | -                    | -                    | -                    | -             | -             | -             | 0      | 0      |
| 2011–12                | «Авелліно»             | ЛП1Д                   | 27        | 0         | КІ+КІ-ЛП           | 0+0                | 0+0                | -                    | -                    | -                    | -             | -             | -             | 27     | 0      |
| 2012–13                | «Авелліно»             | ЛП1Д                   | 24        | 1         | КІ+КІ-ЛП           | 1+1                | 0+0                | -                    | -                    | -                    | СК1Д          | 2             | 0             | 28     | 1      |
| 2013–14                | «Авелліно»             | B                      | 32        | 2         | КІ                 | 4                  | 0                  | -                    | -                    | -                    | -             | -             | -             | 36     | 2      |
| Усього за «Авелліно»   | Усього за «Авелліно»   | Усього за «Авелліно»   | 83        | 3         |                    | 6                  | 0                  |                      | -                    | -                    |               | 2             | 0             | 91     | 3      |
| 2014–15                | «Аталанта»             | A                      | 29        | 3         | КІ                 | 1                  | 0                  | -                    | -                    | -                    | -             | -             | -             | 30     | 3      |
| Усього за «Аталанту»   | Усього за «Аталанту»   | Усього за «Аталанту»   | 29        | 3         |                    | 1                  | 0                  |                      | -                    | -                    |               | -             | -             | 30     | 3      |
| 2015–16                | «Торіно»               | A                      | 25        | 1         | КІ                 | 1                  | 0                  | -                    | -                    | -                    | -             | -             | -             | 26     | 1      |
| 2016–17                | «Торіно»               | A                      | 29        | 1         | КІ                 | 0                  | 0                  | -                    | -                    | -                    | -             | -             | -             | 29     | 1      |
| серп. 2017             | «Торіно»               | A                      | 2         | 0         | КІ                 | 1                  | 0                  | -                    | -                    | -                    | -             | -             | -             | 3      | 0      |
| Усього за «Торіно»     | Усього за «Торіно»     | Усього за «Торіно»     | 56        | 2         |                    | 2                  | 0                  |                      | -                    | -                    |               | -             | -             | 58     | 2      |
| 2017–18                | «Челсі»                | ПЛ                     | 22        | 1         | КА+КЛ              | 4+4                | 0                  | ЛЧ                   | 5                    | 1                    | СА            | -             | -             | 35     | 2      |
| 2018–19                | «Челсі»                | ПЛ                     | 4         | 0         | КА+КЛ              | 2+1                | 0                  | ЛЄ                   | 10                   | 0                    | СА            | 0             | 0             | 17     | 0      |
| лип.-серп. 2019        | «Челсі»                | ПЛ                     | 0         | 0         | КА+КЛ              | -                  | -                  | ЛЧ                   | -                    | -                    | СУ            | 0             | 0             | 0      | 0      |
| Усього за «Челсі»      | Усього за «Челсі»      | Усього за «Челсі»      | 26        | 1         |                    | 11                 | 0                  |                      | 15                   | 1                    |               | 0             | 0             | 52     | 2      |
| серп. 2019—2020        | «Рома»                 | A                      | 9         | 0         | КІ                 | 0                  | 0                  | ЛЄ                   | 0                    | 0                    | -             | -             | -             | 9      | 0      |
| 2020–21                | «Дженоа»               | A                      | 2         | 1         | КІ                 | 0                  | 0                  | -                    | -                    | -                    | -             | -             | -             | 2      | 1      |
| Усього за кар'єру      | Усього за кар'єру      | Усього за кар'єру      | 218       | 11        |                    | 20                 | 0                  |                      | 15                   | 1                    |               | 2             | 0             | 255    | 12     |

### Статистика виступів за збірну
| Дата       | Місто             | Господарі   | Результат | Гості              | Турнір                               | Голи | Примітки |
| ---------- | ----------------- | ----------- | --------- | ------------------ | ------------------------------------ | ---- | -------- |
| 12-11-2016 | Вадуц             | Ліхтенштейн | 0 – 4     | Італія             | Відбір до ЧС 2018                    | -    |          |
| 15-11-2016 | Мілан             | Італія      | 0 – 0     | Німеччина          | товариський матч                     | -    |          |
| 24-3-2017  | Палермо           | Італія      | 2 – 0     | Албанія            | Відбір до ЧС 2018                    | -    |          |
| 28-3-2017  | Амстердам         | Нідерланди  | 1 – 2     | Італія             | товариський матч                     | -    | 62'      |
| 5-9-2017   | Реджо-нель-Емілія | Італія      | 1 – 0     | Ізраїль            | Відбір до ЧС 2018                    | -    | 49'      |
| 6-10-2017  | Турин             | Італія      | 1 – 1     | Північна Македонія | Відбір до ЧС 2018                    | -    |          |
| 9-10-2017  | Шкодер (місто)    | Албанія     | 0 – 1     | Італія             | Відбір до ЧС 2018                    | -    | 61'      |
| 23-3-2018  | Манчестер         | Аргентина   | 2 – 0     | Італія             | товариський матч                     | -    | 61'      |
| 27-3-2018  | Лондон            | Англія      | 1 – 1     | Італія             | товариський матч                     | -    |          |
| 28-5-2018  | Санкт-Галлен      | Італія      | 2 – 1     | Саудівська Аравія  | товариський матч                     | -    |          |
| 1-6-2018   | Ніцца             | Франція     | 3 – 1     | Італія             | товариський матч                     | -    | 88'      |
| 4-6-2018   | Турин             | Італія      | 1 – 1     | Нідерланди         | товариський матч                     | -    | 59'      |
| 7-9-2018   | Болонья           | Італія      | 1 – 1     | Польща             | Ліга націй УЄФА 2018-2019 - 1-й етап | -    |          |
| Усього     |                   | Матчів      | 13        |                    | Голів                                | 0    |          |

| Дата       | Місто             | Господарі  | Результат | Гості             | Турнір                             | Голи | Примітки |
| ---------- | ----------------- | ---------- | --------- | ----------------- | ---------------------------------- | ---- | -------- |
| 5-9-2013   | Рієті             | Італія     | 1 – 3     | Бельгія           | Кваліфікація молодіжного Євро-2015 | -    | 76'      |
| 9-9-2013   | Нікосія           | Кіпр       | 0 – 2     | Італія            | Кваліфікація молодіжного Євро-2015 | -    |          |
| 14-10-2013 | Генк              | Бельгія    | 0 – 1     | Італія            | Кваліфікація молодіжного Євро-2015 | -    |          |
| 14-11-2013 | Реджо-нель-Емілія | Італія     | 3 – 0     | Північна Ірландія | Кваліфікація молодіжного Євро-2015 | -    |          |
| 19-11-2013 | Горні-Милановаць  | Сербія     | 1 – 0     | Італія            | Кваліфікація молодіжного Євро-2015 | -    |          |
| 4-6-2014   | Кастель-ді-Сангро | Італія     | 4 – 0     | Чорногорія        | Товариський матч                   | -    |          |
| 13-8-2014  | Плоєшті           | Румунія    | 2 – 1     | Італія            | Товариський матч                   | -    | 65'      |
| 5-9-2014   | Пескара           | Італія     | 3 – 2     | Сербія            | Кваліфікація молодіжного Євро-2015 | -    |          |
| 9-9-2014   | Кастель-ді-Сангро | Італія     | 7 – 1     | Кіпр              | Кваліфікація молодіжного Євро-2015 | -    |          |
| 10-10-2014 | Злате Моравце     | Словаччина | 1 – 1     | Італія            | Кваліфікація молодіжного Євро-2015 | -    |          |
| 14-10-2014 | Реджо-нель-Емілія | Італія     | 3 – 1     | Словаччина        | Кваліфікація молодіжного Євро-2015 | -    |          |
| 17-11-2014 | Матера            | Італія     | 0 – 1     | Данія             | Товариський матч                   | -    |          |
| 27-3-2015  | Падерборн         | Німеччина  | 2 – 2     | Італія            | Товариський матч                   | -    |          |
| 30-3-2015  | Беневенто         | Італія     | 0 – 1     | Сербія            | Товариський матч                   | -    |          |
| 18-6-2015  | Оломоуць          | Італія     | 1 – 2     | Швеція            | Молодіжне Євро-2015 - 1-й етап     | -    |          |
| 21-6-2015  | Угерске Градіште  | Італія     | 0 – 0     | Португалія        | Молодіжне Євро-2015 - 1-й етап     | -    |          |
| 24-6-2015  | Оломоуць          | Англія     | 1 – 3     | Італія            | Молодіжне Євро-2015 - 1-й етап     | -    | 83'      |
| Усього     |                   | Матчів     | 17        |                   | Голів                              | 0    |          |

## Титули і досягнення
- Володар кубка Англії (1):

«Челсі»: 2017–18
- Переможець Ліги Європи УЄФА (2):

«Челсі»: 2018–19
«Аталанта»: 2023–24